# Тревоцо (Пјаченца)
Тревоцо је насеље у Италији у округу Пјаченца, региону Емилија-Ромања.
Према процени из 2011. у насељу је живело 961 становника. Насеље се налази на надморској висини од 194 м.